# Zagnańsk (gmina)
Pour les articles homonymes, voir Zagnańsk (homonymie).
La gmina de Zagnańsk est une commune rurale de la voïvodie de Sainte-Croix et du powiat de Kielce. Elle s'étend sur 124,37 km2 et comptait 12 746 habitants en 2006. Son siège est le village de Zagnańsk qui se situe à environ 12 kilomètres au nord de Kielce.

## Villages
La gmina de Zagnańsk comprend les villages et localités de Bartków, Belno, Borowa Góra, Chrusty, Długojów, Gruszka, Janaszów, Jasiów, Jaworze, Kajetanów, Kaniów, Kołomań, Lekomin, Osiedle Wrzosy, Samsonów, Samsonów-Ciągłe, Samsonów-Dudków, Samsonów-Komorniki, Samsonów-Piechotne, Ścięgna, Siodła, Szałas, Tumlin-Dąbrówka, Tumlin-Osowa, Tumlin-Węgle, Tumlin-Zacisze, Umer, Zabłocie, Zachełmie et Zagnańsk.

## Gminy voisines
La gmina de Zagnańsk est voisine des gminy de Bliżyn, Łączna, Masłów, Miedziana Góra, Mniów et Stąporków.